# Rastlinstvo in živalstvo Južne Afrike
Divjino sestavljajo rastlinstvo in živalstvo Južne Afrike. Država ima vrsto različnih habitatnih tipov ter ekološko bogato in raznoliko divjino, posebej bogate so vaskularne rastline, mnoge od njih so endemične za državo. Obstaja malo gozdnatih območij, veliko savanskega travinja, polsušne vegetacije Karuja in fynbos Floristične Kapske regije. V Južni Afriki, ki slovi po narodnih parkih in veliki divjadi, je bilo zabeleženih 297 vrst sesalcev, pa tudi 849 vrst ptic in več kot 20.000 vrst vaskularnih rastlin.

## Geografija
Južna Afrika leži v subtropski južni Afriki in leži med 22°S in 35°S. Na severu meji na Namibijo, Bocvano in Zimbabve, na severovzhodu na Mozambik in Esvatini (Svazi), na vzhodu in jugu na Indijski ocean ter na zahodu na Atlantski ocean, obala pa se razteza na več kot 2500 km. Notranjost države je sestavljena iz velike, skoraj ravne planote z nadmorsko višino med 1000 m in 2100 m. Vzhodni in najvišji del tega je Zmajevo gorovje (Drakensberg), najvišja točka pa je Mafadi (3450 m, ki je na meji z Lesotom, državo, ki jo obdaja Južno Afriko.
Južni in jugozahodni del planote, na približno 1100 do 1800 m nadmorske višine, in sosednja ravnina pod njim, na približno 700 do 800 m nadmorske višine, je znan kot Veliki Karu in je sestavljena iz redkega grmičevja. Na severu Veliki Karu prehaja v bolj suho in suho Bushmanland, ki sčasoma postane puščava Kalahari na skrajnem severozahodu države. Srednjevzhodni in najvišji del planote je znan kot Highveld. To razmeroma dobro namočeno območje je dom velikega deleža komercialnih kmetijskih zemljišč v državi. Severno od Highvelda se planota spušča navzdol v Bushveld, ki se na koncu umakne Limpopovskemu nižavju ali Lowveldu.
Na podnebje Južne Afrike vplivata njen položaj med dvema oceanoma in njena nadmorska višina. Zime so mile v obalnih regijah, zlasti v Vzhodni Kaplandiji. Hladni in topli obalni tokovi, ki tečejo proti severozahodu oziroma severovzhodu, predstavljajo razliko v podnebju med zahodno in vzhodno obalo. Na vremenske vzorce vpliva tudi El Niño–Južna oscilacija. Na planotastem območju je vpliv morja zmanjšan, dnevni temperaturni razpon pa je precej širši; tukaj so poletni dnevi zelo vroči, medtem ko so noči običajno hladne, z možnostjo zmrzali pozimi. Država ima visoko stopnjo sonca s padavinami, približno polovico svetovnega povprečja, ki naraščajo od zahoda proti vzhodu, in s polpuščavskimi regijami na severozahodu. Zahodna Kaplandija ima sredozemsko podnebje s padavinami pozimi, vendar je v večini države več dežja poleti.

## Rastlinstvo
V Južni Afriki je bilo zabeleženih skupno 23.420 vrst vaskularnih rastlin, kar jo uvršča na šesto mesto z vrstami najbolj bogato državo na svetu in z vrstami najbolj bogato državo na afriški celini. Od tega je 153 vrst ogroženih. V Južni Afriki je bilo opisanih devet biomov: fynbos, sukulentni Karu, puščava, Nama Karu, travniki, savana, goščave Albany, obalni pas Indijskega oceana in gozdovi.
Najbolj razširjen biom v državi je travinje, zlasti na Highveldu, kjer v rastlinskem pokrovu prevladujejo različne vrste trav; zaradi požarov, zmrzali in pašnih pritiskov se tu pojavlja malo dreves, vendar je geofitov (čebulic) veliko in obstaja visoka stopnja rastlinske raznolikosti, zlasti na pobočjih. Rastlinstvo se proti severozahodu zaradi redkih padavin še bolj redči. Na zelo vročem in suhem območju Namaqualanda obstaja več vrst sukulent, ki kopičijo vodo, kot so aloje in mlečki (evforbie). Travnato-trnova savana proti severovzhodu države počasi prehaja v grmičasto savano z gostejšim rastjem. Na tem območju, blizu severnega konca Krugerjevega narodnega parka, je veliko baobabov.
V državi je malo gozdov, ki so večinoma omejeni na zaplate na gorah in pobočjih na območjih z veliko padavinami in galerijskimi gozdovi, velik del planot pa pokrivajo travišča in savane. Karu zavzema večji del bolj suhe zahodne polovice države; na to območje vpliva bližina Atlantika in ima pozimi padavine. V vegetaciji prevladujejo pritlikave sukulente, številne endemične vrste rastlin in živali. Fynbos je pas naravnega grmičevja v provincah Zahodna in Vzhodna Kaplandija z edinstveno floro, v kateri prevladujejo erike, proteje in Restionaceae. To območje je del floristične Kapske regije. Svetovni sklad za naravo deli to regijo na tri ekoregije: nižinski fynbos in renosterveld, montanski fynbos in renosterveld ter goščavo Albany. Obstaja nekaj skrbi, da floristična Kapska regija doživlja eno najhitrejših stopenj izumiranja na svetu zaradi uničevanja habitata, degradacije tal in invazivnih tujerodnih rastlin.
Zavarovana območja Kapske floralne regije so na Unescovem seznamu svetovne dediščine, skupina približno trinajstih zavarovanih območij, ki skupaj pokrivajo površino več kot milijon hektarjev. To je vroča točka raznolikosti endemičnih rastlin, od katerih so mnoge ogrožene, in kaže na tekoče ekološke in evolucijske procese. Ta regija zavzema manj kot 0,5 % površine afriške celine, vendar ima skoraj 20 % rastlinskih vrst, skoraj 70 % od 9000 rastlinskih vrst pa je endemičnih za regijo. Vegetacijo fynbosa sestavlja predvsem sklerofilno grmičevje. Posebej zanimiva je biologija opraševanja rastlin, od katerih se mnoge za to funkcijo zanašajo na mravlje, termite, ptice ali sesalce, prilagoditve, ki so jih naredile glede na nevarnost požara, ter visoka raven prilagodljivega sevanja in speciacije. Sredozemsko podnebje povzroča vroča in suha poletja in številne rastline imajo podzemne organe za shranjevanje, ki jim omogočajo, da po požarih ponovno vzklijejo. Značilna vrsta je Leucadendron argenteum, ki naravno raste le na Mizasti gori. Ogenj uniči mnoga drevesa, vendar sproži kalitev semen in tako ustanovi naslednjo generacijo teh kratkoživih dreves.

## Živalstvo

### Sesalci
V Južni Afriki je bilo zabeleženih okoli 297 vrst sesalcev, od katerih jih 30 vrst velja za ogrožene. Krugerjev narodni park na vzhodu države je eden največjih narodnih parkov na svetu s površino 19.485 kvadratnih kilometrov  travnikov z raztresenimi drevesi. Podpira široko paleto parkljarjev, med njimi: Burchellova zebra (Equus quagga burchellii), impala, veliki kudu, črnorepi gnu, vodna antilopa (Kobus ellipsiprymnus), svinja bradavičarka, kafrski bivol, žirafa in veliki povodni konj. Obstajajo tudi črni nosorog in beli nosorog, afriški slon, afriški hijenski pes, gepard, leopard, lev in lisasta hijena.
Povsod po državi je Južnoafriška bajza, znana tudi kot oriks, niala (Tragelaphus angasii), imbabala (Tragelaphus sylvaticus) in skokonoga gazela. Obstaja sedemnajst vrst krta (	Chrysochloridae), družina omejena na južno Afriko, pet vrst rilčastih skakačev, veliko vrst rovk, južnoafriški jež (Atelerix frontalis), podzemna svinjka, različni zajci in kritično ogroženi rečni zajec (Bunolagus monticularis). Obstajajo številne vrste netopirjev in zelo veliko vrst glodavcev. Primate predstavljajo Galago moholi, veliki uhasti galago (Otolemur crassicaudatus), opica Cercopithecus mitis albogularis, zamorska mačka in medvedji pavijan (Papio ursinus). Manjše mesojede živali so mungosi, genete, karakal, serval, afriška divja mačka (Felis lybica), kapska lisica (Vulpes chama), šakal Lupulella adusta, podsedliški šakal, surikate in afriška vidra Aonyx capensis. Kapski morski medved in druge vrste tjulnjev se pojavljajo na obalah, vode po državi pa obiskujejo številne vrste kitov in delfinov.

### Ptice
Južna Afrika ima zaradi raznolikih habitatnih tipov široko paleto gnezdečih in selivskih vrst. Glede na izdajo Clementsovega seznama ptic sveta iz leta 2018 je bilo v Južni Afriki in na njenih obalnih otokih zabeleženih 849 vrst ptic. Od teh je 125 vrst selivk, približno 30 pa jih je endemičnih bodisi za Južno Afriko bodisi za bolj vključujočo regijo Južna Afrika/Lesoto/Esvatini. Med endemične vrste spadajo južni črni  korhaan (Afrotis afra) in modra droplja (Eupodotis caerulescens), sivokrili francolin (Scleroptila afra), knysnijski turaco (Tauraco corythaix), fynboška prepelica (Turnix hottentottus), južni plešasti ibis (Geronticus calvus), gozdna kanja (Buteo trizonatus), prizemna žolna (Geocolaptes olivaceus), Chaetops frenatus in Chaetops aurantius, škrjanci Certhilauda curvirostris, Certhilauda semitorquata, Calendulauda burra, Calendulauda albescens, Heteromirafra ruddi in Spizocorys fringillaris, kapski Pycnonotus capensis, Cryptillas victorini in knysnijska penica (Bradypterus sylvaticus), Prinia hypoxantha, Sylvia nigricapillus, kapska Promerops cafer, Cossypha dichroa, Monticola explorator in kapski drozg (Monticola rupestris), Campicoloides bifasciatus, škorec Lamprotornis bicolor, očalasti pingvin (Spheniscus demersus) in Anthobaphes violacea.
Navadnega noja je v izobilju na odprtih travnikih in savanah. Nekatere ptice se razmnožujejo drugje, vendar se preselijo v Južno Afriko, da tam prezimijo, druge pa se razmnožujejo v državi, vendar se v času izven gnezditve selijo stran. Med selivske vrste spadajo velika progasta lastovka Cecropis cucullata, gibraltarski hudournik (Apus caffer), bela štorklja, vodomec Ispidina picta, rumenokljuni škarnik (Milvus aegyptius) in čebelar.

### Plazilci in dvoživke
V državi je bogat nabor plazilcev in dvoživk, saj je v državi zabeleženih 447 vrst plazilcev (kot jih je zbrala baza podatkov o plazilcih) in 132 vrst dvoživk (zbral AmphibiaWeb). Južna Afrika ima najbogatejšo raznolikost plazilcev med vsemi afriškimi državami. Med endemične vrste spadajo želva Chersina angulata in Psammobates geometricus, kameleoni Bradypodion nemorale, Bradypodion caffer in Bradypodion gutturale, kuščarji Platysaurus broadleyi, Cordylus minor, Vhembelacerta rupicola in kača Lamprophis fuscus.
Med živalstvo spadajo tudi nilski krokodil, leopardja želva (Stigmochelys pardalis), želvi Kinixys spekii in Pelusios sinuatus, različni kameleoni, kuščarji, gekoni in skinki, kapska kobra (Naja nivea), črna mamba, zelena mamba, puhnica (Bitis arietans) in Pseudaspis cana ter vrsta drugih strupenih in nestrupenih kač.
Raznolikost dvoživk odraža številne raznolike habitate po vsej državi. Med zanimivimi vrstami so endemična krastača Sclerophrys pantherina in trsna žaba Hyperolius horstockii, Cacosternum nanum, Hemisus guttatus in kritično ogrožena Heleophryne rosei, ki jo najdemo le na pobočjih Mizaste gore. Druga ogrožena endemična vrsta je žaba Natalobatrachus bonebergi.

## Narodni parki
V Južni Afriki so bili za narodne parke določeni naslednji parki:
- Narodni park Addo Elephant
- Narodni park Agulhas
- Narodni park Augrabies Falls
- Narodni park Bontebok
- Narodni park Camdeboo
- Narodni park Garden Route
- Narodni park Golden Gate Highlands
- Narodni park Karoo
- Čezmejni park Kgalagadi
- Krugerjev narodni park
- Narodni park Mapungubwe
- Narodni park Marakele
- Narodni park Mokala
- Narodni park Mountain Zebra
- Narodni park Namaqua
- Narodni park Richtersveld
- Narodni park Mizasta gora
- Narodni park Tankva Karu
- Narodni park West Coast

## Južnoafriške ogrožene vrste
Nekatere živali, ki se pojavljajo v Južni Afriki, so razvrščene kot "ogrožene" ali "kritično ogrožene". Te so:
- Orjaški zlati krt, Chrysospalax trevelyani'
- Van Zylov zlati krt, Cryptochloris zyli'
- Marleyjev zlati krt, Amblysomus marleyi'
- Gunningov zlati krt, Neamblysomus gunningi'
- Julianin zlati krt, Neamblysomus julianae'
- Belorepka podgana, Mystromys albicaudatus
- Afriški hijenski pes, Lycaon pictus
- Zajval, Balaenoptera borealis'
- Sinji kit, Balaenoptera musculus'
- Očalasti pingvin, Spheniscus demersus

### Kritično ogroženo
- De Wintonov zlati krt, Cryptochloris wintoni'
- Rečni zajec, Bunolagus monticularis
- Kaputi jastreb, Necrosyrtes monachus
- Beloglavi jastreb, Trigonoceps occipitalis'
- Belohrbti jastreb, Gyps africanus